# Тревіс-Ранч (Техас)
Тревіс-Ранч (англ. Travis Ranch) — переписна місцевість (CDP) в США, в окрузі Кофман штату Техас. Населення — 7324 особи (2020).

## Географія
Тревіс-Ранч розташований за координатами 32°48′13″ пн. ш. 96°28′24″ зх. д. / 32.80361° пн. ш. 96.47333° зх. д. (32.803564, -96.473466).  За даними Бюро перепису населення США в 2010 році переписна місцевість мала площу 2,06 км², з яких 2,05 км² — суходіл та 0,00 км² — водойми. В 2017 році площа становила 2,50 км², з яких 2,49 км² — суходіл та 0,01 км² — водойми.

## Демографія
Згідно з переписом 2010 року, у переписній місцевості мешкало 2556 осіб у 806 домогосподарствах у складі 687 родин. Густота населення становила 1243 особи/км².  Було 830 помешкань (404/км²).
Расовий склад населення:
| - 74,9 % — білих - 13,9 % — чорних або афроамериканців - 4,1 % — азіатів - 0,4 % — корінних американців - 4,2 % — осіб інших рас |

До двох чи більше рас належало 2,5 %. Частка іспаномовних становила 16,2 % від усіх жителів.
За віковим діапазоном населення розподілялося таким чином: 36,7 % — особи молодші 18 років, 60,3 % — особи у віці 18—64 років, 3,0 % — особи у віці 65 років та старші. Медіана віку мешканця становила 28,9 року. На 100 осіб жіночої статі у переписній місцевості припадало 91,6 чоловіків;  на 100 жінок у віці від 18 років та старших — 85,2 чоловіків також старших 18 років.
Середній дохід на одне домашнє господарство  становив 88 736 доларів США (медіана — 94 593), а середній дохід на одну сім'ю — 91 076 доларів (медіана — 95 938). За межею бідності перебувало 10,5 % осіб, у тому числі 20,0 % дітей у віці до 18 років та 4,7 % осіб у віці 65 років та старших.
Цивільне працевлаштоване населення становило 1495 осіб. Основні галузі зайнятості: освіта, охорона здоров'я та соціальна допомога — 35,1 %, роздрібна торгівля — 13,1 %, науковці, спеціалісти, менеджери — 9,4 %, виробництво — 9,3 %.